# Augusto Riera
Augusto Riera y Sol (siglo XIX-1935) fue un periodista, escritor, cronista y traductor español.

## Biografía
Riera, que escribió sobre temas muy diversos, escribió para el diario barcelonés La Vanguardia, así como para publicaciones como El Gato Negro, Álbum Salón y Pluma y Lápiz. Fue también un prolífico traductor. Entre sus traducciones se encontraron obras de Tolstói como Resurrección (1900), Placeres viciosos (1902) y ¿Qué es el arte? (1913). Falleció en 1935.